# Chiesa della Madonna della Neve (Campo Imperatore)
La chiesa della Madonna della Neve è un piccolo edificio religioso situato a Campo Imperatore (L'Aquila), il più elevato d'Italia tra quelli consacrati.

## Storia
La chiesa venne costruita nel 1934 per volere del cardinale Federico Tedeschini, nell'ambito di un vasto progetto comprendente la realizzazione di infrastrutture, strutture ricettive ed impianti sciistici nell'estremità occidentale di Campo Imperatore, nel territorio comunale dell'Aquila. Il progetto è riconducibile all'architetto romano Enrico Lenzi, che lo realizzò con la supervisione del soprintendente Alberto Riccoboni.
Nel dopoguerra rimase abbandonata per diversi decenni, fino al restauro del 1992, reso possibile grazie alla sezione abruzzese dell'Associazione Nazionale Alpini. Al termine del restauro, il 20 giugno 1993, venne consacrata da papa Giovanni Paolo II, particolarmente legato al Gran Sasso d'Italia ed in particolare a Campo Imperatore, dove si recava frequentemente a sciare in incognito.

## Descrizione
(papa Giovanni Paolo II, 20 giugno 1993)

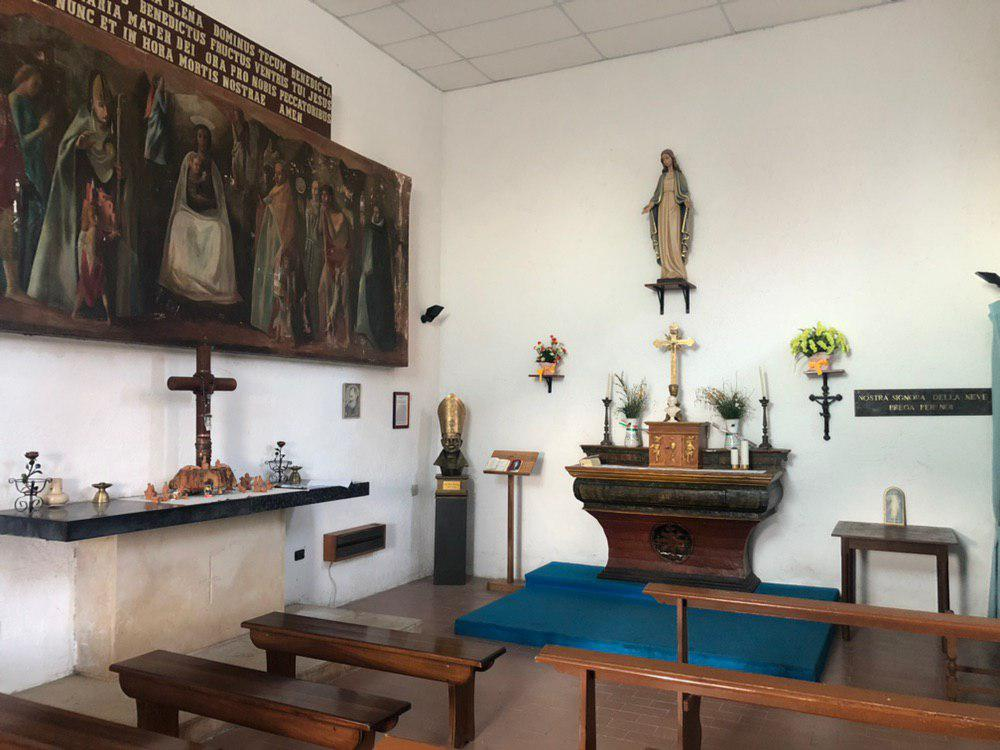
Interno della chiesa.

Realizzata a circa 2 135 m di altitudine, all'interno del massiccio del Gran Sasso d'Italia, è la chiesa consacrata più elevata d'Italia ed una delle più alte d'Europa. È situata a margine dell'altopiano di Campo Imperatore ed è collegata a valle, alla località Fonte Cerreto di Assergi, tramite la funivia del Gran Sasso d'Italia, anche quest'ultima concepita negli anni Trenta del XX secolo.
Si tratta di una costruzione di primo stampo razionalista, seppur con influenze neoromaniche, che riprende nelle forme la scuola aquilana delle prime chiese cittadine, caratterizzate da una facciata quadrata con portale e rosone sovrastante. L'Antonini ne evidenzia il rigido segno rettilineo, cogliendo dei riferimenti con l'arte cubista. Sul fianco destro insiste un campanile futurista mentre una targa, posta lateralmente all'ingresso, ricorda la riconsacrazione del 1993.
All'interno vi è un'aula unica parzialmente soppalcata; sulla parete sinistra si staglia un grande quadro in legno realizzato negli anni Trenta, che riproduce i più importanti santi della tradizione aquilana, ovvero San Bernardino da Siena, Sant'Equizio, Sant'Emidio, San Franco, San Massimo e San Pietro Celestino. Vi è inoltre un busto in gesso dorato del cardinale Federico Tedeschini.